# Thanks (J. Vincent Edwards)
Thanks (to the Lord for a girl like Emily Jane) is een hitsingle van de Britse zanger J. Vincent Edwards. In de Nederlandse Top 40 reikte het tot de derde positie; in Vlaanderen stond het nummer vijf weken op de eerste plaats in de hitparade.

## Hitlijsten

### Nederlandse Top 40
| Positie: | 34 | 22 | 17 | 14 | 11 | 7 | 5 | 3 | 6 | 14 | 23 | 29 | 31 | 38 | uit |

### NPO Radio 2 Top 2000
| Nummer met noteringen in de NPO Radio 2 Top 2000 | '99  | '00  | '01  |
| ------------------------------------------------ | ---- | ---- | ---- |
| Thanks                                           | 1824 | 1803 | 1926 |

1. ↑  Een vetgedrukt getal geeft de hoogste notering aan.
2. ↑  Deze tabel is bijgewerkt tot en met de laatste editie (2024).